# Oreoweisia mexicana
Oreoweisia mexicana är en bladmossart som beskrevs av H. Robinson 1965. Oreoweisia mexicana ingår i släktet alpmossor, och familjen Dicranaceae. Inga underarter finns listade i Catalogue of Life.